# Ziapelta
Ziapelta sanjuanensis là một loài Ankylosauridae tuyệt chủng sống vào đầu kỷ Creta tại New Mexico.

## Từ nguyên

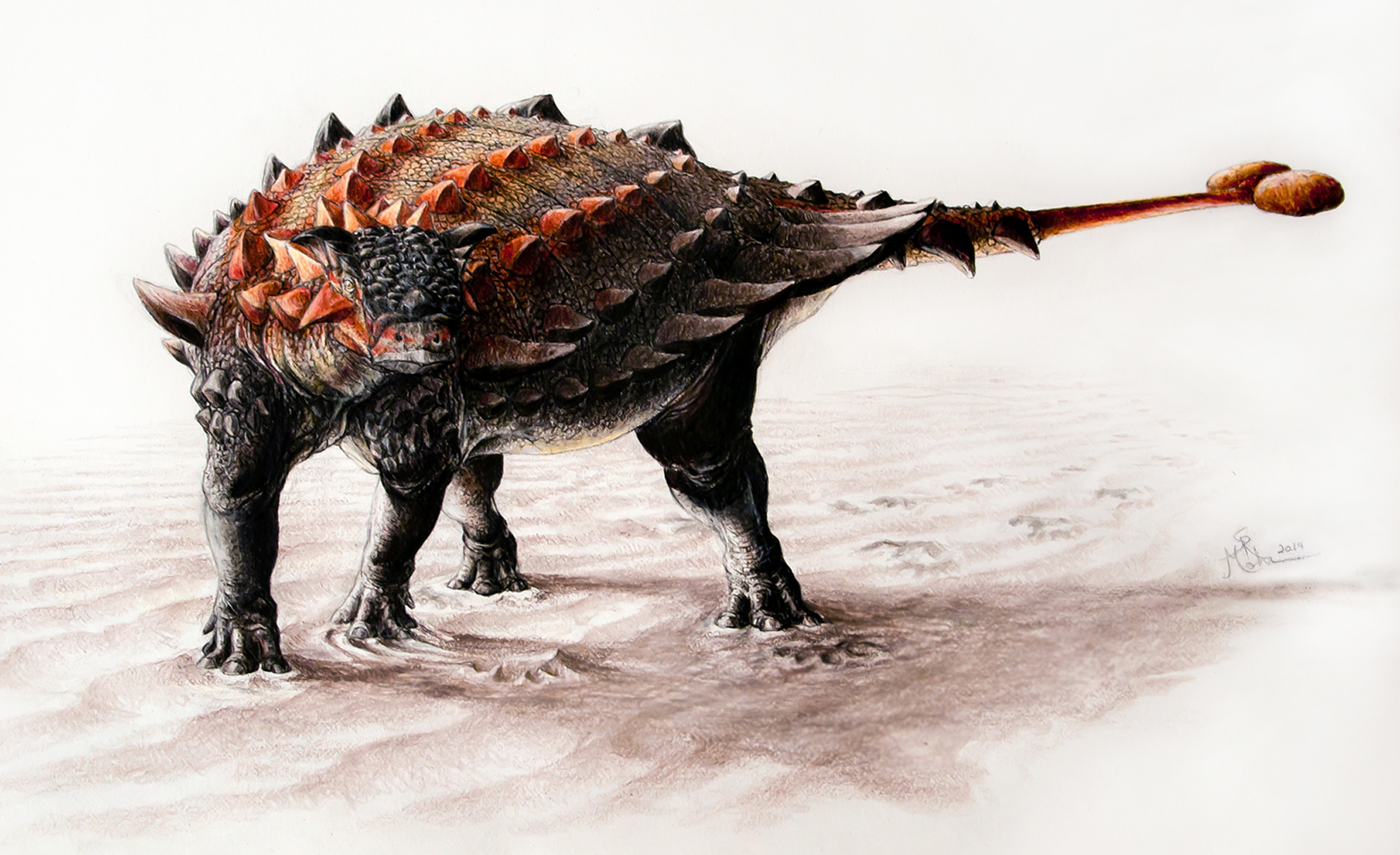
Phục dưng

Năm 2014 Victoria Arbour, Michael Burns, Robert Sullivan, Spencer Lucas, Amanda Cantrell, Joshua Fry và Thomas Suazo đặt tên loài điển hình Ziapelta sanjuanensis.
Tên chi (Ziapelta) được đặt theo biểu tượng mặt trời Zia, một hình ảnh tôn giáo của người Zia, ký hiệu này xuất hiện trên lá cờ New Mexico, và một từ tiếng Latin là pelta ("khiên"). Tên loài (sanjuanensis) xuất phát từ quận San Juan, nơi hóa thạch được phát hiện.

## Phát sinh loài
Ziapelta được đặt trong họ Ankylosauridae, họ hàng gần nhất của nó có thể là Scolosaurus từ Canada. Nó không có họ hàng gần với Nodocephalosaurus sống trong cùng khu vực và thời gian.